# Сулби (Сетомаа)
Су́лби (эст. Sulbi) — деревня в волости Сетомаа уезда Вырумаа, Эстония. Исторически относится к нулку Вааксаары.
До административной реформы местных самоуправлений Эстонии 2017 года входила в состав волости Меремяэ (упразднена).

## География и описание
Расположена в километре от российско-эстонской границы, в 27 километрах юго-востоку от уездного центра — города Выру. Расстояние до волостного центра — посёлка Вярска — 28 километров. Высота над уровнем моря — 169 метров.
Климат переходный от морского к континентальному. Официальный язык — эстонский. Почтовый индекс — 65336.

## Население
По данным переписи населения 2021 года, в Сулби жителей не было.
По данным переписи населения 2011 года, в деревне проживал 1 человек, национальность неизвестна (сету в перечне национальностей выделены не были).
Численность населения деревни Сулби по данным переписей населения:
| Год  | 1959 | 1970 | 2000 | 2011 | 2021 |
| ---- | ---- | ---- | ---- | ---- | ---- |
| Чел. | 26   | ↘ 21 | ↘ 1  | → 1  | ↘ 0  |

## История
На военно-топографических картах Российской империи (1866–1867 годы), в состав которой входила Лифляндская губерния, деревня обозначена как Сулпикова.
В письменных источниках 1872 года упоминается Сюльпиково, 1904 года — Sulbi, Сю́льпики, 1922 года — Sulvi.
В XIX веке деревня входила в общину Воронкино (эст. Voronitsa kogukond) и относилась к Паниковскому приходу (эст. Pankjavitsa kogudus).
В 1977–1997 годах Сулби официально была частью деревни Кийслова.

## Происхождение топонима
Основой эстонского названия деревни этнограф и языковед Юри Труусманн считает слово ′sulp′ (жидкое месиво из муки и сенной трухи; кашеобразная масса); маловероятными являются эстонское слово ′sulbatus′ («снежная каша») или литовское слово ′čiulpti′ («сосать»). Предположительно, Сулби — это южно-эстонский топоним, от которого образовалась русская форма Сюльпики.

## Комментарии
1. ↑  Эстонские топонимы, оканчивающиеся на -а, не склоняются и не имеют женского рода (исключение — Нарва)[7].